# Proračunske tablice
Proračunske tablice su posebna vrsta programa koja služi za prikaz različitih podataka u tablicama i grafovima radi boljeg razumijevanja. Najpoznatiji predstavnici su Microsoft Excel, QuattroPro i Lotus 123.